# Flip Phillips

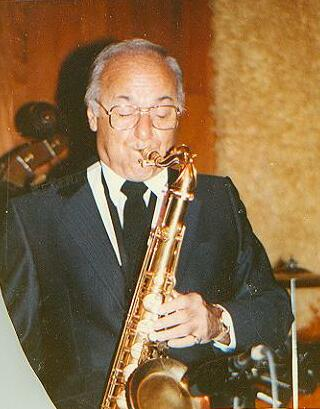
Flip Phillips

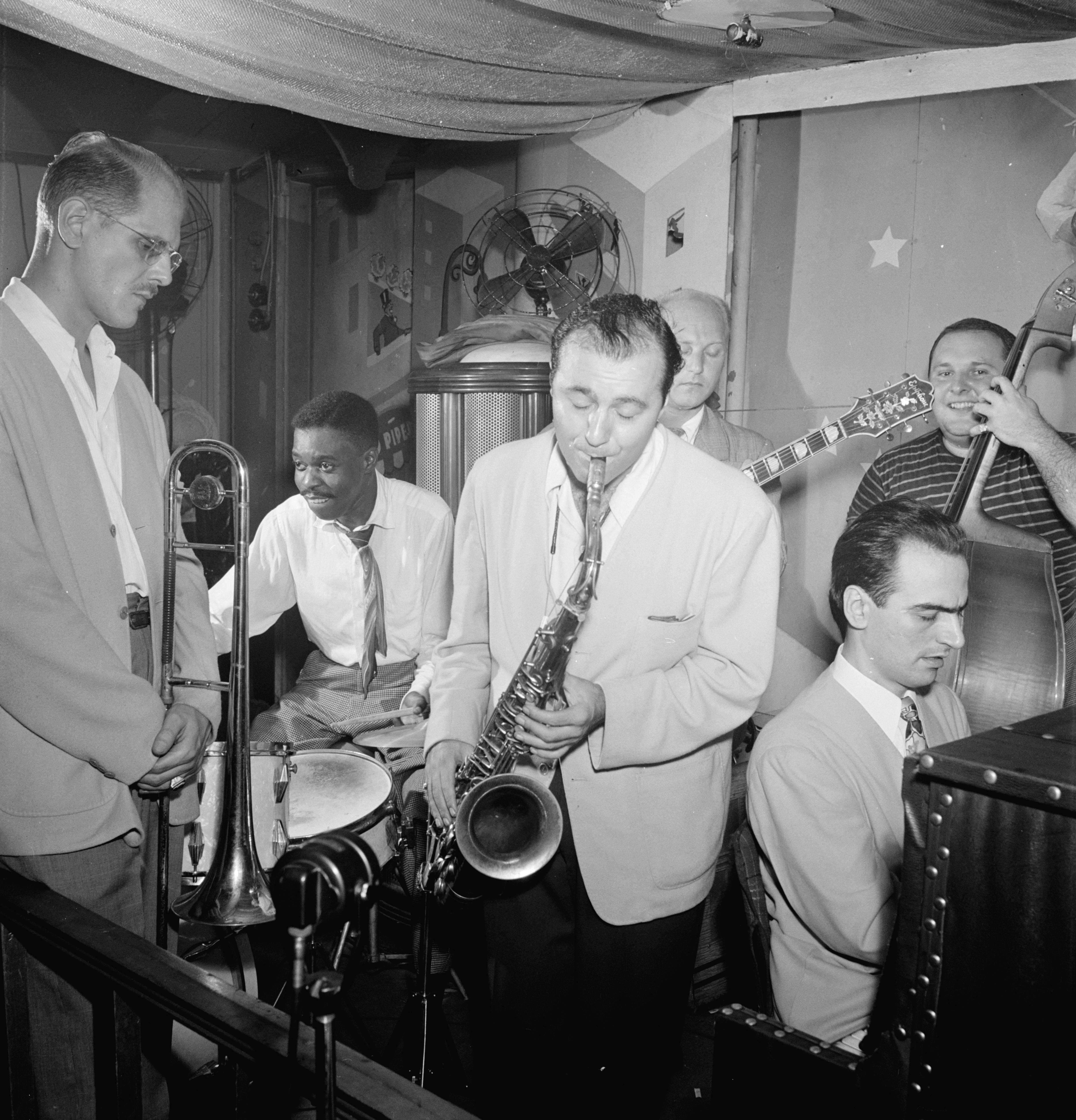
Bill Harris, Denzil Best, Flip Phillips, Billy Bauer, Lennie Tristano, Chubby Jackson, ca. September 1947.
Fotografie von William P. Gottlieb.

Joseph Edward „Flip“ Phillips (* 26. März 1915 in New York City, New York; † 17. August 2001 in Fort Lauderdale, Florida) war ein amerikanischer Jazz-Tenorsaxophonist und Klarinettist.

## Leben
Phillips spielte zunächst Klarinette bei Frankie Newton (1940–1941) und Saxophon bei Larry Bennett (1942–1943). Von 1944 bis 1946 wirkte er in Woody Hermans First Herd. Bekannt wurde er durch seine langjährigen Auftritte auf den Jazz-at-the-Philharmonic-Tourneen von Norman Granz von 1946 bis 1957. Er wirkte auch bei dem Granz-Musikfilm Improvisation (1950) mit. 1959 ging er mit Benny Goodman nach Europa und leitete anschließend ein Quartett in Pompano Beach (Florida).
Philipps gehörte zu den impulsiven Tenorsaxophonisten der ausgehenden Swing-Ära. Während einer langen Karriere war er auf vielen Alben zu hören; er nahm schließlich als 84-Jähriger noch die CD Swing is the Thing für Verve Records auf.

## Diskografische Hinweise
- Crazy ’Bout Flip (Ocium, 1947–49) mit Howard McGhee, Kai Winding, Bennie Green, Billy Bauer, Ray Brown, Gene Ramey, Hank Jones, Shelly Manne, J. C. Heard, Max Roach, Jo Jones
- Flippin’ the Blues (Ocium, 1949–51) mit Harry Sweets Edison, Bill Harris, Hank Jones, Lou Levy, Jimmy Woode, Buddy Rich
- Keep on Flippin’ (Ocium, 1952) mit Al Porcino, Charlie Shavers, Jerome Richardson, Cecil Payne, Richard Wyands, Oscar Peterson, Freddie Green, Barney Kessel, Clyde Lombardi, Alvin Stoller
- John & Joe (Chiaroscuro 1977) mit Kenny Davern, Dave McKenna, George Duvivier, Bobby Rosengarden
- Try a little Tenderness (Chiaroscuro, 1986) mit Clark Terry, Buddy Tate, Al Cohn, Scott Hamilton, John Bunch, Major Holley, Chris Flory
- Swing Is the Thing! (Verve, 1999) mit James Carter, Joe Lovano, Benny Green, Howard Alden, Christian McBride, Kenny Washington

## Sammlung
- The Complete Verve/Clef Charlie Ventura & Flip Phillips Studio Sessions (1947-57) – (Mosaic – 1998) – 8 LPs oder 6 CDs mit Howard McGhee, Hank Jones, Ray Brown, J. C. Heard, John D’Agostino tb, Buddy Morrow, Tommy Turk tb, Kai Winding, Sonny Criss, Mickey Crane p, Shelly Manne, Billy Butterfield, Bennie Green, Pete Mondello as, Sam Bruno b, Max Roach, Leonard Hawkins tp, Frank Rosolino, Cecil Payne, Buddy Rich, Jo Jones, Harry Sweets Edison, Bill Harris, Billy Bauer, Dick Hyman, Gene Ramey, Lou Levy, Jimmy Woode, Joe McDonald, Allen Smith, Charlie Etter tb, Jerome Richardson, Richard Wyands, Vernon Alley, Earl Watkins dm, Al Porcino, Charlie Kennedy as, Freddie Green, Clyde Lombardi, Oscar Peterson, Nick Esposito, Charlie Shavers, Barney Kessel, Alvin Stoller, Herb Ellis, Ronnie Ball, Peter Ind – Rest der Sammlung bei Charlie Ventura